# クロムフォルレンダー
クロムフォルレンダー（英：Kromforlander）とは、ドイツ原産の愛玩用犬種である。グリフォンタイプ及びテリアタイプの犬の血を引くが、狩猟は苦手である。

## 歴史
1945年ごろドイツに進撃してきたアメリカ軍のマスコット犬（伝令犬だったという説もある）が逃げ出して迷子になり、栄養失調で弱っているところをドイツ国内で保護されてペットとして飼われることになった。この犬の以前の名前は不明だが、保護されてからは「ペーター」という名前で呼ばれた。このペーターはのちにクロムフォルレンダーの父となる犬で、本種は近所で飼われていたフォックス・テリアタイプ犬種の血を引くワーキング・テリアのフィフィーとの間に生まれた仔犬をもとに改良が行われ、作り出された。犬種名は原産地であるクルム・フルヒェ地方にちなんでつけられ、他のミックス犬の血も混ぜながら繁殖が進められた。1955年にはFCIに公認犬種として登録され、ドイツ国内でも知名度が上昇したが、現在でも数の少ない犬種で、ほとんどは原産国のドイツとその周辺国でしか飼育されていない珍しい犬種である。

## 特徴
姿は地上でネズミを狩るタイプのテリアに似ていて、脚や胴が長い。垂れ耳・垂れ尾で、コートは非常に短いスムースコートと、硬くやや長めのラフコートの2タイプがある。毛色はホワイト地に茶色の斑が入ったものなどがある。体高38～46cm、体重11～16kgの中型犬で、性格は活発で愛情深い。

## 参考
- 『日本と世界の愛犬図鑑2007』（辰巳出版）佐草一優監修
- 『デズモンド・モリスの犬種事典』（誠文堂新光社）デズモンド・モリス著書、福山英也、大木卓訳 誠文堂新光社、2007年
- 『日本と世界の愛犬図鑑2009』（辰巳出版）藤原尚太郎編･著